# Rost de les Pinasses
El Rost de les Pinasses és un paratge del terme municipal de Sant Quirze Safaja, a la comarca del Moianès.
Està situat a ponent del Maset, a l'extrem de llevant del terme i al nord de la part central del Serrat de l'Escaiola. És a llevant del Collet dels Termes i al sud-est del Collet de les Vinyes.